# Kienberg (Oberbayern)

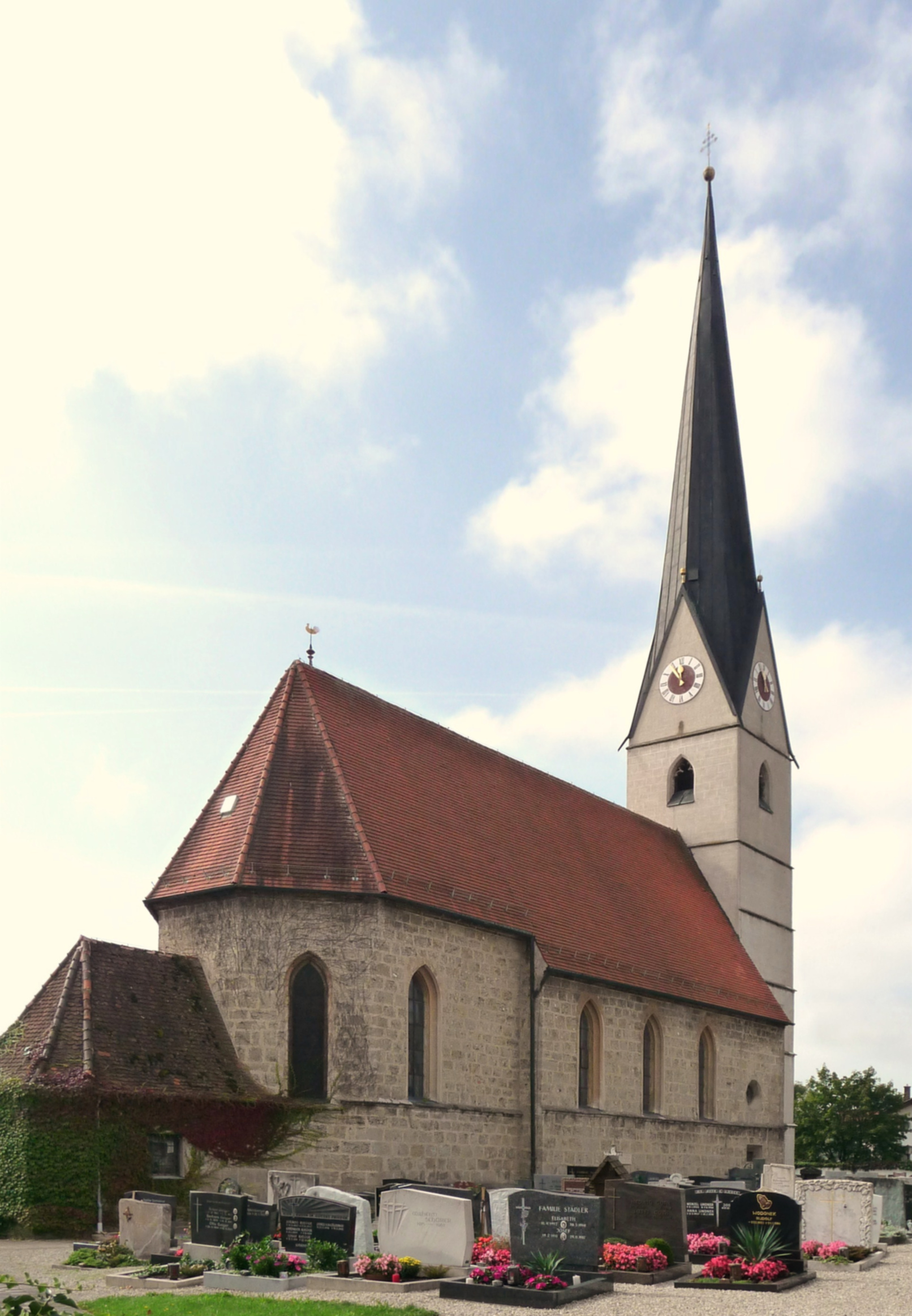
Die Pfarrkirche St. Martin

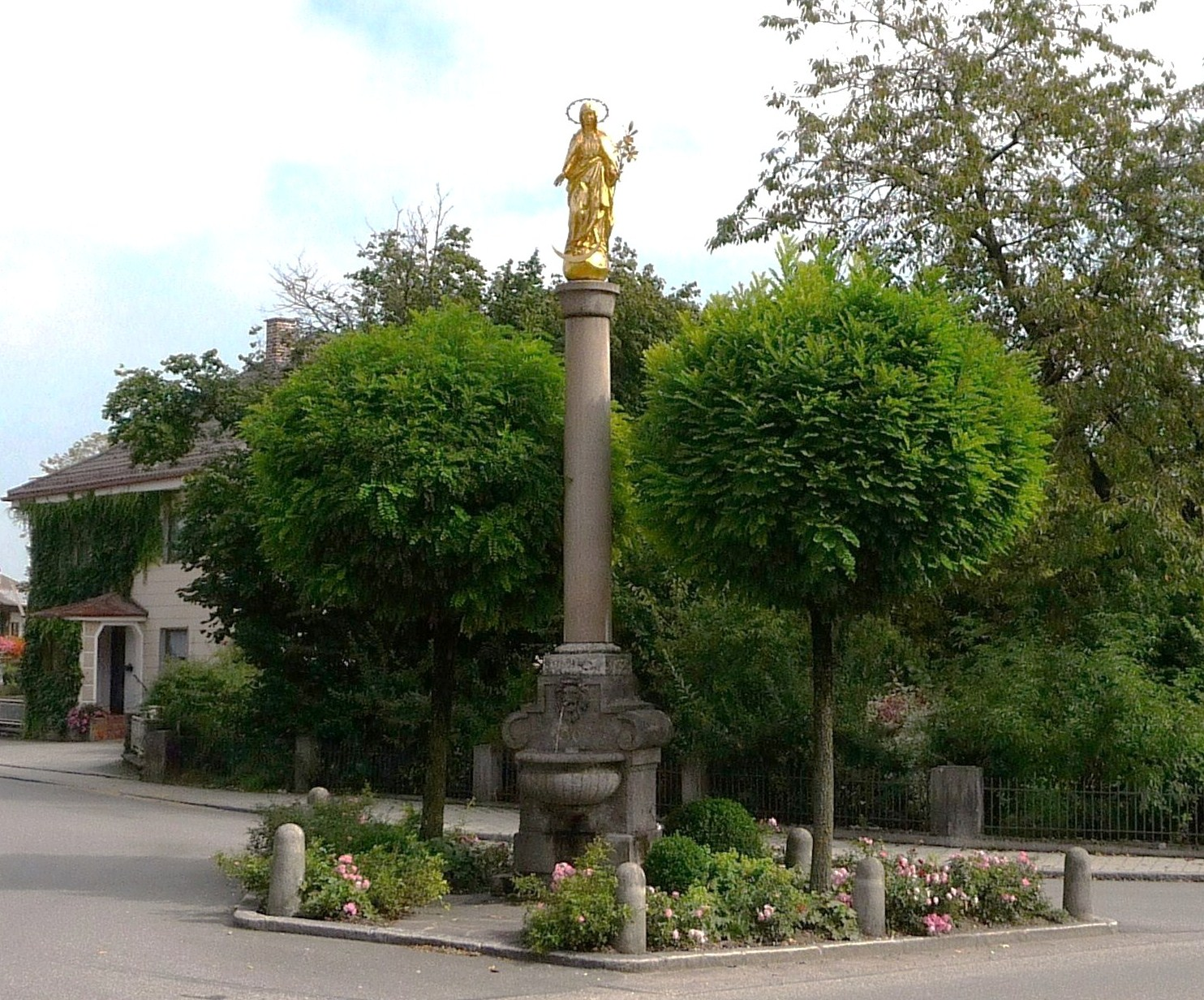
Die 1905 errichtete Mariensäule

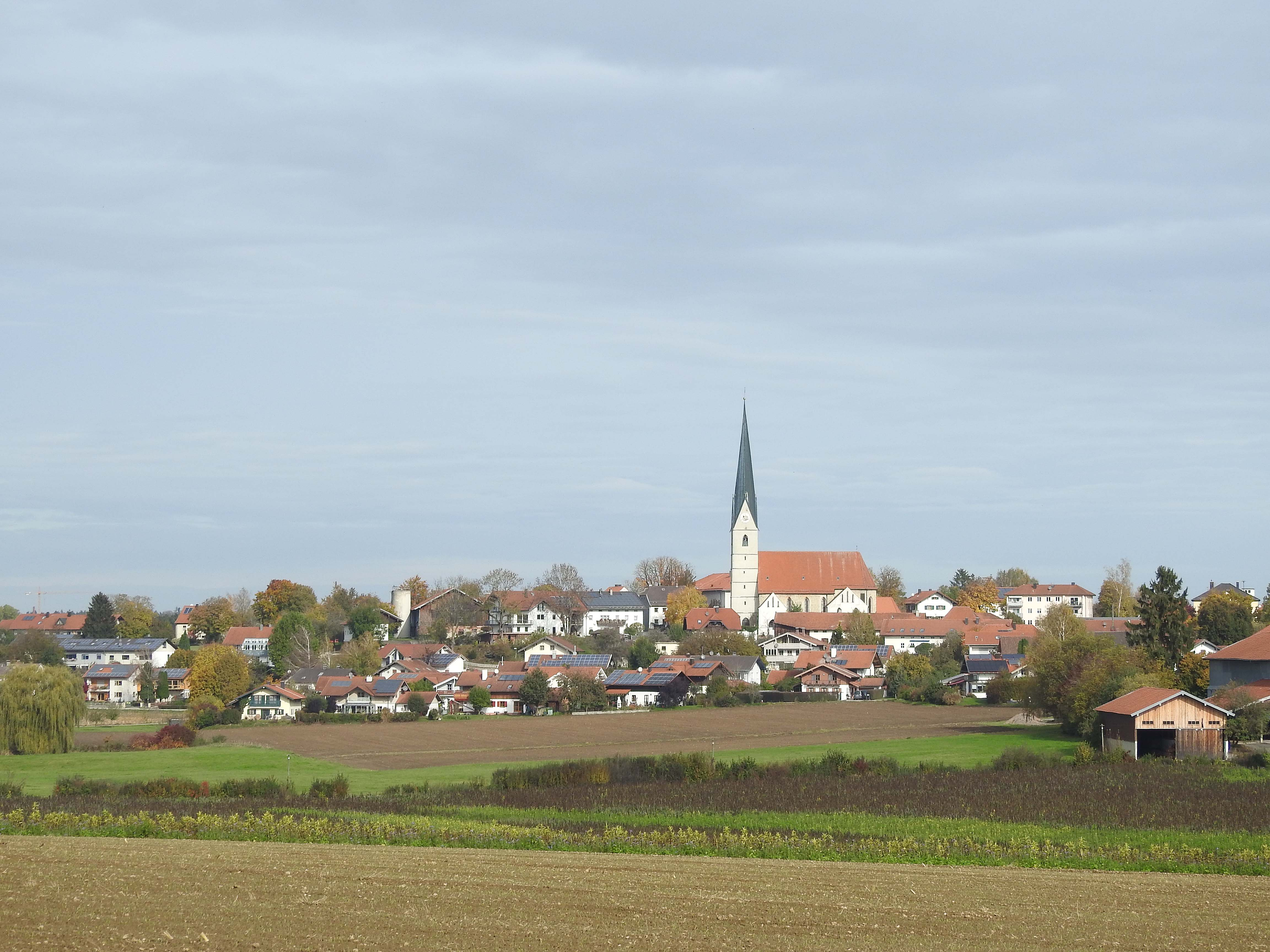
Kienberg von Süden

Kienberg ist eine Gemeinde im oberbayerischen Landkreis Traunstein.

## Geographie

### Gemeindegliederung
Die Gemeinde hat 33 Gemeindeteile (in Klammern ist der Siedlungstyp angegeben):
- Aich (Einöde)
- Bernbichl (Dorf)
- Bichl (Einöde)
- Deisensee (Einöde)
- Gauing (Einöde)
- Gigling (Weiler)
- Größing (Weiler)
- Grub (Einöde)
- Haslreit (Einöde)
- Helming (Weiler)
- Heretsham (Weiler)
- Holzhausen (Dorf)
- Kendling (Weiler)
- Kienberg (Pfarrdorf)
- Labering (Weiler)
- Lahr (Weiler)
- Lahröster (Einöde)
- Mauern (Weiler)
- Mörn (Weiler)
- Oed (Weiler)
- Orthofen (Einöde)
- Ortmaring (Dorf)
- Pößmoos (Dorf)
- Rampertskirchen (Weiler)
- Randling (Einöde)
- Schönberg (Weiler)
- Siboling (Dorf)
- Simering (Weiler)
- Sonderhausen (Einöde)
- Sonnau (Weiler)
- Stadl (Einöde)
- Thurmbau (Einöde)
- Willing (Einöde)

### Nachbargemeinden
| - Obing - Trostberg - Altenmarkt an der Alz | - Tacherting - Schnaitsee |

## Geschichte
Kienberg wird als „Chyemberch“ erstmals im Güterverzeichnis Breves Notitiae, das unter Bischof Arno von Salzburg 798/800 angelegt wurde, erwähnt.
Vom 12. bis 14. Jahrhundert lebten in Kienberg die Ministerialen „von Chiemberg“. Ihr Sitz, der Herrenhof, stand vielleicht dort, wo heute das Wirtshaus "Gasthof zur Post" steht. Die Ritter von Hertzhaim besaßen einen Edelsitz in Heretsham (zwischen Kienberg und Emertsham). Mit Ritter Cuno starb 1603 der letzte aus dem Geschlecht der Hertzhaimer. Danach kam das Schloss in Besitz der Grafen von Tauffkirchen, später der Grafen von Berchem, und wurde zwischen 1866 und 1880 abgebrochen. Heute erinnern Gedenksteine an das Geschlecht der Hertzhaimer in der Kirche von Trostberg, in Bad Aussee (Österreich), in der Kirche zu Traunkirchen, in der Kirche von Salmanskirchen (Landkreis Mühldorf) und auf der Fraueninsel im Chiemsee.
Das Schulwesen nahm 1794 in Kienberg seinen Anfang. Damals gab der Mesner Karl Gräfischer Unterricht im Schreiben und Lesen. Erst 1865 wurde ein eigenes Schulgebäude errichtet. Das heutige Schulgebäude wurde 1952 eingeweiht.
Im Jahre 1904 wurde die erste Wasserleitung gebaut. Bis zu diesem Jahr hatte jedes Anwesen seinen eigenen Brunnen. An die Errichtung der Wasserversorgung erinnert die Mariensäule, die zentral im Dorf steht (eingeweiht am 15. August 1905).
Im Zweiten Weltkrieg wurden Bomben über Kienberg abgeworfen, die aber auf freies Feld fielen und keine Bauwerke zerstörten. 51 Kienberger fielen an der Front.
2006 ist das Heimatbuch Kienberg erschienen.

## Einwohnerentwicklung
Zwischen 1988 und 2018 wuchs die Gemeinde von 1151 auf 1431 um 280 Einwohner bzw. um 24,3 %.

## Religionen
Die Kirche Sankt Martin wurde um 1450 erbaut; die neugotische Ausstattung stammt aus dem 19. Jahrhundert.
Die Maße der Kirche:
- innen: Länge 26 m, Breite 10 m, Höhe 10,50 m
- außen: Länge 39 m, Breite 11,8 m, Höhe 19 m
- Turmhöhe: 55 m

## Politik

### Gemeinderat  und Bürgermeister
Die Kommunalwahl am 15. März 2020 hatte folgendes amtliche Endergebnis:
|               | CSU    | Bürgerliste | FW/UWG | Gesamt  |
| ------------- | ------ | ----------- | ------ | ------- |
| Sitze         | 5      | 4           | 3      | 12      |
| Stimmenanteil | 40,6 % | 32,9 %      | 26,5 % | 100,0 % |

Hans Schmidhuber (CSU) ist seit 1. Mai 2020 Erster Bürgermeister; dieser wurde am 15. März 2020 mit 82,1 % der gültigen Stimmen gewählt. Sein Vorgänger war Hans Urbauer (SPD/Bürgerliste), im Amt vom 1. Mai 2008 bis 30. April 2020.

### Wappen
| Wappen Gem. Kienberg | Blasonierung: „In Silber auf schwarzem Dreiberg ein rotes Schachrössel, darüber aufwachsend ein rotes Lindenblatt an gebogenem Stiel.“ |
| Wappen Gem. Kienberg | Wappenbegründung: Das aus einem Dreiberg wachsende rote Lindenblatt stammt aus dem Wappen des Ortsadelsgeschlechts der Kienberger, die bis in das 16. Jahrhundert in Kienberg ansässig waren. Dem Kienberger Wappen sehr ähnlich ist das Wappen der Benediktinerabtei Seeon (ein aus einem Dreiberg wachsendes Seeblatt), der in der zweiten Hälfte des 14. Jahrhunderts Abt Peter Kienberger vorstand. Der Dreiberg redet zugleich für das Ortsnamengrundwort -berg. Das Schachrössel ist aus dem Wappen der Herren von Herzheim übernommen, die vom Spätmittelalter bis in das 17. Jahrhundert im Weiler Heretsham nachweisbar sind. Dieses Wappen wird seit 1967 geführt. |

### Verwaltung
Die Gemeinde ist Mitglied der Verwaltungsgemeinschaft Obing.

## Kultur und Sehenswürdigkeiten

### Museen
- Feuerwehrmuseum in Oed
- Kienberger Dorfmuseum

## Donnerlöcher von Kienberg

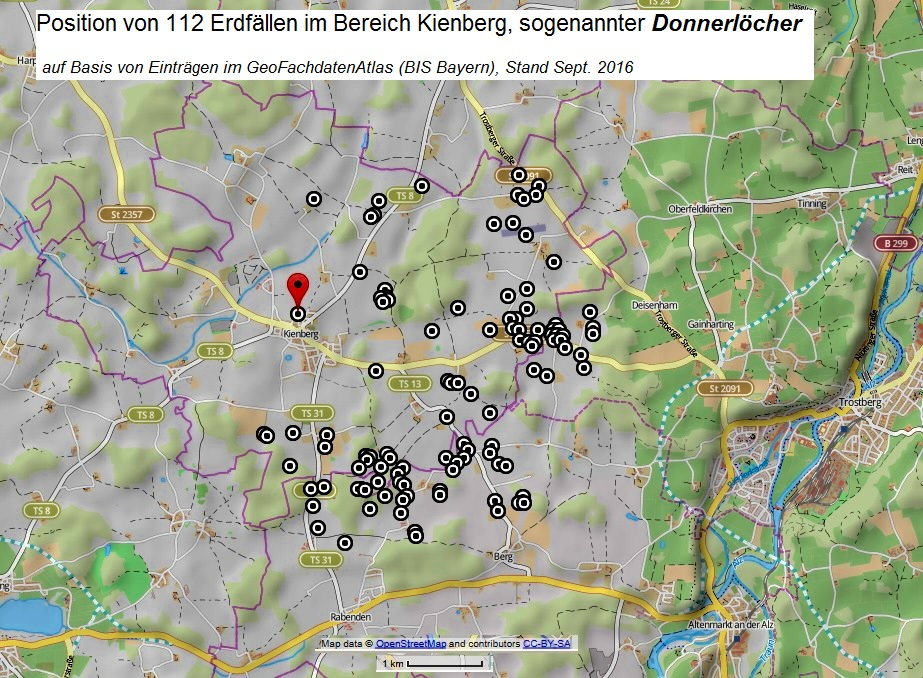
Verteilung von Donnerlöchern rund um Kienberg

Seit Menschengedenken erfolgen in der Umgebung von Kienberg immer wieder Erdfälle, sogenannte Donnerlöcher. Vom Heimatpfleger wurden 114 Objekte seit 1910 gelistet. Durch Arbeiten der TU München sind nun 194 Fälle bekannt.
Besondere Aufmerksamkeit erregte das am 25. Oktober 2013 in einem Waldstück zwischen Kienberg und Viehhausen von einem Pilzsammler entdeckte Donnerloch mit einer Tiefe von mindestens sechs Metern.

## Infrastruktur

### Öffentliche Einrichtungen
Im Jahre 1874 wurde die Freiwillige Feuerwehr Kienberg gegründet.

### Freizeit- und Sportanlagen
- Sportplatz, Sonnau, in Richtung Rabenden
- Mehrzweckhalle (Pappelweg)

### Verkehr
- Straße: Kienberg liegt im Schnittpunkt der Staatsstraße 2357 (Wasserburg – Burghausen) und der Kreisstraße TS 8 (Engelsberg – Amerang).
- Luftfahrt: Im Gemeindeteil Schönberg besteht seit 1981 der Sonderlandeplatz Flugplatz Schönberg für Luftfahrzeuge aller Art bis zu 2000 kg Höchstabfluggewicht (MTOW).

## Persönlichkeiten
- Philipp Maier (* 1994), Fußballspieler